# Yosl Bergner
Yosl Bergner (יוסל ברגנר ; Vienne (Autriche), 1920 – Tel Aviv, 2017) est un peintre et illustrateur israélien.

## Biographie

### Études
Yosl Bergner naît à Vienne en Autriche le 13 octobre 1920 sous le nom de Jossif Bergner. Son père est le poète yiddish canadien Melech Ravitch et sa mère est la chanteuse d'opéra Fanya Bergner.
Ses parents l'envoient étudier à l'école de l'organisation appelée Bund ; il étudie ensuite à la Division de la métallurgie de l'université de technologie de Varsovie. Il étudie en parallèle la peinture avec Hirsch Altman.
Avec la montée de l'antisémitisme en Europe, la Freeland League for Jewish Territorial Colonization est créée aux États-Unis en 1935 pour trouver une nouvelle patrie pour les Juifs. Dans ce contexte, une société australienne offre à la ligue environ 16 500 m2 dans le Kimberley. L'initiative n'aboutit pas, mais la famille Bergner considère le pays comme un point de chute potentiel. Ils émigrent finalement à Melbourne en 1937. Là, il étudie l'art et rejoint la Société d'art contemporain d'Australie, qui cherche à s'affranchir de l'académisme australien.

### Guerre et retour en Europe
La Seconde Guerre mondiale éclate, et Bergner est enrôlé dans l'armée australienne, où il sert pendant près de cinq ans dans sa division de travail. Il épouse Mary Tauman, mais divorce peu de temps après.
En 1948, il émigre à Paris, où il se sépare de sa seconde épouse, la peintre Audrey Bergner. Il voyage pour exposer à Paris, Montréal et New York, avant d'émigrer en 1950 en Israël, où il s'installe d'abord à Safed, puis à Tel Aviv en 1957,.

### Carrière d'artiste
À Tel Aviv, il conçoit des décors pour le théâtre, en particulier pour les pièces de théâtre de Nissim Aloni.
Il reçoit le prix Dizengoff de Peinture en 1956,, et en 1980, le prix Israël de Peinture,.
Yosl Bergner meurt le 18 janvier 2017 à son domicile de Tel Aviv.

## Œuvre
Quand il vit en Australie, ces œuvres ont une thématique sociale et réalise. Ses peintures, de couleurs sombres, sont alors réalisées avec des coups de pinceau francs dans une technique d'empâtement épais.
En Israël, ses œuvres ont désormais des thèmes plus symboliques, allégoriques, s'inspirant de l'art australien. Il inclut dans son iconographie des ustensiles de cuisine qui symbolisent ses souvenirs du shtetl juif, de la guerre et des sombres secrets, tels que des pots écrasés, des lampes à huile et des carafes cassées,.
Bergner est aussi connu pour ses portraits très particuliers de personnes ayant des têtes elliptiques ou triangulaires qui regardent directement le spectateur d'un regard très profond pour réveiller un sentiment d'anxiété.
Il a réalisé plusieurs séries de dessins, les plus connues illustrant Kafka (1959), Four Women (1964), etc.,.

## Prix et reconnaissance
- Prix Dizengoff de Peinture, 1956[1],[3]
- Prix Israël de Peinture, 1980[1],[4]
- En 2000, le musée d'Art de Tel Aviv organise une rétrospective de l'œuvre de Bergner[5]
- En 2006, il est fait citoyen d'honneur de la ville de Tel Aviv[5]

## Conservation
- Musée d'Israël[6],[7]
- Musée juif (New York)[8]